# Operacja Kreml
Operacja Kreml – przygotowywany przez Sztab Generalny Wehrmachtu plan ofensywy na Moskwę, który w 1942 roku miał odciągnąć uwagę od właściwego uderzenia, jakim była kaukaska Operacja Fall Blau.
Niemcy podsunęli Sowietom plany Operacji Kreml, by zmusić ich do koncentracji sił w pobliżu stolicy oraz osłabienia obrony Stalingradu i Kaukazu.